# 김승학의 친일파 명단
김승학의 친일파 명단은 1948년 김승학(대한민국 임시정부 국무위원과 정치부장, 한국독립당 감찰위원장을 지냈던 인물)이 작성한 원고에 기재된 친일 인사 263명에 관한 명단이다.

## 개요
이 명단은 《친일파 군상(親日派 群像)》이라는 제목이 붙은 육필 원고에 들어있으며 2001년 발굴되어 《월간중앙》을 통해 공개되었다.
명단이 작성된 1948년은 남한에 단독 선거가 실시되고 단독 정부가 세워지고 반민족행위특별조사위원회의 결성이 가시화된 시기로, 정부 수립에서 소외된 임시정부 및 한국독립당 계열의 친일파 청산에 대한 관점을 볼 수 있는 사료로 평가되고 있다.
그러나 김승학이 김구 등 한국독립당 지도부의 지시를 받고 작성한 자료인지 여부는 명확히 밝혀지지 않았고, 오랫동안 해외에서 활동하여 국내 사정에 어두운 임시정부 계열 민간 인사들의 정보 수집력에는 한계가 있다는 점에서 명단의 정확성이나 완결성 여부에는 의문이 남아 있다. 예를 들어 혈서 지원자로 표시된 가수들인 남인수, 백년설, 박향림은 〈혈서지원〉이라는 노래를 부른 사실이 착각을 일으켜 명단에 잘못 포함된 것이라는 분석이 있다.
김승학의 원고는 삼성문화사에서 1948년에 발간한 《친일파 군상》이라는 단행본의 초고가 된 것으로 추정된다.

## 명단

### 정계, 관계, 실업계 (43명)
- 이성환 (李晟煥) : 임전보국단 간부, 국민동원총진회 이사장 (15)
- 이승우 (李升雨) : 전 경성부회 의원, 전 국민총동원 이사 (15)
- 윤치호 (尹致昊) : 1945년 12월 사망 (13)
- 김연수 (金秊洙) : 경성방직 사장, 전 만주국 명예총영사 (8)
- 고원훈 (高元勳) : 중추원 참의, 전 도지사 (10)
- 신태악 (辛泰嶽) : 변호사 (5)
- 조병상 (曺秉相) : 종로경방단장 (10)
- 여운홍 (呂運弘) : 친일논문 발표, 시국 강연 (2)
- 인정식 (印貞植) : 사회주의에서 전향후 국민문학 등에 친일논문 발표 (3)
- 박희도 (朴熙道) : 전 동양지광 사장 (1)
- 이각종 (李覺鐘) : 전 총독부 촉탁, 국민정신총동원 연맹 상무이사 (1)
- 김한경 (金漢卿) : 동양지광 등에 친일논문 게재 (1)
- 김시권 (金詩權) : 전 도지사 (3)
- 박인덕 (朴仁德) : 전 청화여숙장 (9)
- 이정섭 (李晶燮) : 임전보국단 의원 (1)
- 김사연 (金思演) : 중추원 참의, 전 도지사 (3)
- 문명기 (文明琦) : 전 조선신문 사장 (1)
- 한상룡 (韓相龍) : 전 중추원 고문, 전 관동군 최고 고문, 조선총력연맹 사무국장 (10)
- 정교원 (鄭僑源) : 전 도지사 (3)
- 차재정 (車載貞) : 전 대동민우회 간부 (2)
- 이성근 (李聖根) : 전 충남지사. 전 매신(每新) 사장 (6)
- 박흥식 (朴興植) : 조선비행기공업회사 사장 (7)
- 박춘금 (朴春琴) : 민족학살 도모한 대의당 당수 (2)
- 안인식 (安寅植) : 총력연맹 참사 (2)
- 한규복 (韓圭復) : 중추원 참의, 충북지사 (3)
- 이종린 (李鍾麟) : 천도교 요인 (9)
- 최린 (崔麟) : 천도교 요인, 중추원 참의 (8)
- 최남선 (崔南善):  사학자 (4)
- 박윤진 (朴允進):  친일 시국 강연 (1)
- 이돈화 (李敦化):  천도교인 (3)
- 장덕수 (張德秀):  전 보성전문 교수 (7)
- 방응모 (方應謨):  조선일보 사장 (2)
- 김석원 (金錫源):  일본 육군 소좌 (1)
- 김동원 (金東元):  평양상공회의소 회주 (5)
- 박정형 (朴正衡):  경무국 경찰 (현재 세도 부림) (2)
- 정방오 (鄭方五):  전 일제 헌병대 (현재 세도 부림) (1)
- 김신석 (金信錫):  은행가 (1)
- 손영목 (孫永穆):  강원, 전북 지사, 국민동원총진회 이사 (8)
- 고일청 (高一淸):  임전보국단 간부 (1)
- 차재명 (車載明):  황국신민의 십자군 간부 (3)
- 문덕상 (文德常):  황국신민의 십자군 간부 (3)
- 박상준 (朴相駿):  귀족원 의원 (5)
- 김오성 (金午星):  공산주의 이론가, 문학 평론가. 일제말기 전향, 친일논설 게재. 해방 후 월북 (1)

### 언론계, 문학계, 연예계 (45명)
- 김기진 (金基鎭) : 평론가 (1)
- 박영희 (朴英熙) : 평론가 (3)
- 정인택 (鄭人澤) : 소설가 (2)
- 이희적 (李熙迪) : 변호사 (2)
- 이광수 (李光洙) : 소설가 (15)
- 주요한 (朱耀翰) : 시인 (13)
- 김동환 (金東煥) : 시인 (12)
- 김동인 (金東仁) : 소설가 (2)
- 모윤숙 (毛允淑) : 시인 (8)
- 현영섭 (玄永燮) : 녹기연맹 이사, 조선어 사용 폐지 주장 (1)
- 백철 (白鐵) : 문학평론가 (7)
- 장혁주 (張赫宙) : 소설가 (1)
- 이찬 (李燦) :  시인 (1)
- 김용제 (金龍濟) : 시인 (3)
- 최재서 (崔載瑞) : 국민문학 주간, 평론가 (1)
- 이석훈 (李石薰) : 소설가 (1)
- 정인섭 (鄭寅燮) : 문학인, 교육가 (5)
- 최승희 (崔承喜) : 무용가 (1)
- 오정민 (吳禎民) : 연극평론가 (1)
- 김정의 (金正義) : 일제 국민가요 작가 (1)
- 박경조 (朴景祚) : 일제 국민가요 작가 (1)
- 김용환 (金龍煥) : 가수 (1)
- 이용설 (李容卨) : 의학박사 (1)
- 홍해성 (洪海星) : 극작가 (1)
- 유치진 (柳致眞) : 극작가 (1)
- 김태진 (金兌鎭) : 극작가 (1)
- 박영호 (朴英鎬) : (1)
- 김화랑 (金火浪) :  배우 (1)
- 안석주 (安碩柱) : 영화감독 (1)
- 안종화 (安鐘和) : 영화감독 (1)
- 최인규 (崔寅奎) : 영화감독 (1)
- 박기채 (朴基采) : 영화감독 (1)
- 방한준 (方漢駿) : 영화감독 (2)
- 서강백 (徐康百) : 평론가 (1)
- 노천명 (盧天命) : 시인
- 홍양명 (洪陽命) : 경제학자 (1)
- 고승제 (高承濟) : 경제학자
- 안함광 (安含光) : 평론가 (1)
- 김억 (金億) : 시인 (1)
- 이창수 (李昌洙) : 평론가 (1)
- 배상하 (裵相河)
- 이영근 (李永根) : 미국에서 친일활동하다 일본인 도움으로 귀국 (1)
- 대조실신 (大朝實臣) : 내선일체 잡지 간행
- 송영 (宋影) : 극작가 (1)
- 박순천 (朴順天) : 친일시국강연  (2)

### 교육, 종교계 (19명)
- 정남수 (鄭南洙) : 목사 (1)
- 김활란 (金活蘭): 이화여전 교장 (9)
- 장면(張勉) : 국민정신총동원 천주교연맹 간사, 과거 현재 교과서 등장 (1)
- 허하백 (許河伯) : 여성계 인사 (5)
- 신흥우 (申興雨) : 목사 (9)
- 이헌구 (李軒求) : 평론가 (숫자 없음)
- 이숙종 (李淑鐘) : 여성계, 교육계 인사 (1)
- 오긍선 (吳兢善) : 교육자 (1)
- 양주삼 (梁柱三) : 기독교 감리교 총리사 (2)
- 유억겸 (兪億兼) : 일본 기독교청년회 조선위원 (3)
- 유진오 (兪鎭午) : 교육자, 소설가 (9)
- 송금선 (宋今璇) : 교육자, 덕성여자실업학교장 (3)
- 황신덕 (黃信德) : 교육자 (6)
- 임숙재 (任淑宰) : 교육자 (2)
- 손정규 (孫貞圭) : 교육자 (1)
- 유각경 (兪珏卿) : 전 조선여자기청 전무 (1)
- 홍승원 (洪承嫄) : 여성계 인사 (1)
- 고황경 (高凰京) : 교육자 (1)
- 김성수 (金性洙) : 동아일보 사장 (2)

### 다액 국방금 헌납자 (36명 외)

#### 10만원 이상 (19명)
| - 김연수 (金秊洙) : 81만원과 물품 - 최창학 (崔昌學) : 임전보국단 이사 - 김치구 (金致龜) : 백미 1만석(10년간) 헌납 - 원봉수 (元鳳洙) : 백미 3천석 - 김성호 (金聖浩) : 20만원 - 박흥식 (朴興植) : 조선비행기주식회사 대표, 20만원 - 임훈 (林薰) : 12만원 - 산본승사 (山本昇司) : 10만원 - 이교식 (李敎植) : 10만원 - 대산계치 (大山啓治) : 20만원 | - 손창식 (孫昌植) : 40만원 - 수묵심일 (水墨深一) : 10만원 - 이영구 (李英九) : 12만5천원 - 김용섭 (金龍燮) : 20만원 - 평산용웅 (平山龍雄) : 10만원 - 박기효 (朴基孝) - 이병길 (李丙吉) - 청목무일 (靑木茂一) : 20만원 - 남경이 (南耕二) : 50만원 |

#### 1만원 이상 (17명 외 56인)
| - 김순흥 (金淳興) - 김정호 (金正浩) - 민대식 (閔大植) - 민규식 (閔奎植) - 손홍준 (孫洪駿) - 맹영옥 (孟永玉) - 이병길 (李丙吉) - 임종상 (林宗相) - 장지필 (張志弼) | - 장황 (張璜) - 박흥래 (朴興來) - 한인수 (韓寅洙) - 김상훈 (金相訓) - 김상진 (金相鎭) - 손창윤 (孫昌潤) - 박우석 (朴宇錫) - 백낙승 (白樂承) 외 56명 |

### 지원병자 (70명)

#### 지원병자 (36명)
| - 이수우 (李壽宇) - 김근창 (金根昌) - 김주석 (金柱錫) - 유영복 (劉永福) - 김칠수 (金七洙) - 김광수 (金光洙) - 이용성 (李龍星) - 김병순 (金秉淳) - 청목무 (靑木茂) - 김성덕 (金聖德) - 이지봉 (李之鳳) - 오인상 (吳寅象) - 최병옥 (崔炳玉) - 정선영 (鄭先永) - 김기창 (金起昌) - 김정수 (金正秀) - 허인구 (許印九) - 김도근 (金道根) | - 윤철모 (尹哲模) - 정병두 (鄭炳斗) - 김용인 (金容仁) - 송문식 (宋文植) - 이영우 (李英雨) - 하공식 (河公植) - 이종정 (李鐘亭) - 임병선 (林炳善) - 조순용 (趙順容) - 윤시숙 (尹時淑) - 김대진 (金大鎭) - 최정낙 (崔程洛) - 오재춘 (吳在春) - 김종만 (金鍾萬) - 이병윤 (李炳潤) - 김종규 (金宗圭) - 외삼오각 (外三五各) - 조병묵 (趙秉黙) |

#### 지원병 혈서 지원자 (34명)
| - 손복희 (孫福熙) - 서원순광 (西原順光) - 송원규희 (宋原奎喜) - 해원삼절 (海原三節) - 김전승환 (金田昇丸) - 현무기완 (玄武磯完) - 신농철수 (新農鐵秀) - 박용해 (朴龍海) - 청수홍석 (淸水弘錫) - 장병학 (張炳學) - 암본종조 (岩本鍾詔) - 박용석 (朴容錫) - 옥산광랑 (玉山光郞) - 복전수창 (福田秀昌) - 무평충웅 (武平忠雄) - 남인수 (南仁樹) - 김중환 (金重煥) | - 허만학 (許萬鶴) - 송원주훈 (宋原柱薰) - 신목부차랑 (新木富次郞) - 산본규순 (山本圭淳) - 무원병권 (武源炳權) - 백년설 (白年雪) - 길전청작 (吉田淸作) - 죽림객승 (竹林客承) - 평산기범 (平山基範) - 신생창근 (新生昌根) - 대촌희명 (大村熙明) - 해본의웅 (海本義雄) - 김동은 (金東殷) - 백정재정 (白井載貞) - 박향림 (朴響林) - 연규홍 (延奎弘) - 송본원영 (宋本元榮) |

## 참고자료
- 이덕일 (2001년 8월). “친일파 263명 ‘반민특위’ 殺生簿 초안 최초공개”. 《월간중앙》. [깨진 링크(과거 내용 찾기)]